# Asterias rollestoni
Asterias rollestoni är en sjöstjärneart som beskrevs av Bell 1881. Asterias rollestoni ingår i släktet Asterias och familjen trollsjöstjärnor. Inga underarter finns listade i Catalogue of Life.